# Baikalsk
Baikalsk (en rus Байкальск) és una ciutat de l'óblast d'Irkutsk, a Rússia. Es troba a la vora del llac Baikal, a 90 km al sud d'Irkutsk.
La vila es començà a construir a partir del 1961 per acollir el personal d'una fàbrica de paper i de cel·lulosa. Aconseguí l'estatus de ciutat el 1966.